# 颜任光
颜任光（1888年—1968年），别名颜嘉禄，字耀秋，崖县樂羅人，物理学家、教育家、中国物理学会董事、私立海南大學校長、北京大學教授、交通部電政司長。

## 生平
在樂羅長老會教堂小學工讀，保送至廣州嶺南中學，後升入嶺南大學。畢業後到芝加哥大學攻讀物理，1920年，畢業後朱經農向胡適推薦，應蔡元培之聘到北京大學任教授兼系主任。1925年6月，五卅慘案發生後，和胡適、羅文榦、丁文江聯名譴責英軍警。顏任光到北大建立電振動實驗室、應用電學實驗室、光學實驗室等六個實驗室，購買製作儀器、設置機器房、創設物理系閱覽室等等。北大理學院也是由他和李四光共同督工建設起來的。1927年10月到1928年6月，兼任中央研究院理化實業研究所籌備委員。
1928年，應國民政府之邀赴南京裝配孫傳芳留下的電訊設備，旋即出任交通部電政司長。在南京期間，他還兼任上海光華大學副校長兼理學院院長，商務印書館編輯，聖約翰大學的教職。1934年，出任中國物理學會董事。1937年，七七事變後，他擔任第一屆國民參政會參政員。1943年，離開電政司，轉任中央無線電器材廠總經理，兼資源委員會專門委員。1945年，奉資源委員會之命，於1946年2月到海南考察。這是正值私立海南大學籌建，籌委會推薦顏任光擔任校長。1948年，他辭去中央的工作，到海口赴任。任上和副校長梁大鵬的意見相左，加上染病，於1949年便辭去校長職務返回上海治療。
後任上海大華科學儀器公司研究室主任、工程師，華東工業部電器工業局電錶製造指導，上海電錶廠副廠長兼總工程師。在“文化大革命”中受到批判，1968年，於上海去世。